# کنه (فیلم)
«کنه» (انگلیسی: Ticks (film)) فیلمی در ژانر ترسناک است که در سال ۱۹۹۴ منتشر شد.

## بازیگران
- پیتر اسکولاری
- ست گرین
- آمی دولنز
- آلفونسو ریبیرو
- کلینت هاوارد
- رنس هاوارد